# John Langshaw Austin
John Langshaw Austin (26. března 1911 Lancaster – 8. února 1960 Oxford) byl britský analytický filosof zabývající se filosofií jazyka. Spolu s Gilbertem Rylem, P. F. Strawsonem, Paulem Gricem, Johnem Wisdomem a Anthony Flewem bývá řazen k tzv. škole filosofie běžného jazyka (ordinary language philosophy), významnému proudu britské poválečné filosofie. Austin je zakladatelem teorie řečových aktů.

## Publikace
- Seznam děl v Souborném katalogu ČR, jejichž autorem nebo tématem je John Langshaw Austin
- How to Do Things with Words – The William James Lectures delivered at Harvard University in 1955, 1962